# Sonic Universe
Sonic Universe (рус. Вселенная Соника) — серия американских комиксов о других персонажах серии Sonic the Hedgehog, помимо Соника. Является спин-оффом серии комиксов Sonic the Hedgehog. Издавался с февраля 2009 по 2017 год компанией Archie Comics.

## Сюжет
В отличие от других комиксов серии, сюжет в каждом номере Sonic Universe рассказывается о других персонажах, помимо Соника. Истории состоят из сюжетных арок, разбитых на 4 части.
- The Shadow Saga (рус. Сага о Шэдоу) — рассказ о Шэдоу, проходящий миссии от организации G.U.N (Guardian Units of the Nation).
- Mobius: 30 Years Later (рус. Мобиус: 30 лет спустя) — продолжение комикса «Mobius: X Years Later». Действие происходит через пять лет после переворота на Мобиусе.
- Knuckles: The Return (рус. Наклз: Возвращение) — Наклз и команда Хаотикс собираются победить доктора Финитевуса (англ. Finitevus).
- Journey to the East (рус. Путешествие на Восток) — рассказ о Сонике, Салли Акорн, Тейлзе и Монки Хане, собирающиеся победить клан Железный Доминион (англ. Iron Dominion).
- The Tails Adventure (рус. Приключения Тейлза) — адаптация игры Tails Adventure. Тейлз, Антуан и Банни Д'Куллет отправляются в отпуск, но встречаются с Армией Боевых Птиц.
- Treasure Team Tango (рус. Сокровища командного Танго) — рассказ о Команде Роуз, куда входят Эми Роуз, Крольчиха Крим и Кошка Блейз. И других командах, которые ищут Сол Изумруд.
- The Silver Saga (рус. Сага о Сильвере) — ёж Сильвер борется со злодеем под именем Энерджак (англ. Enerjak).
- Scourge: Lock Down (рус. Скордж: Под замком) — рассказ о еже Скоржде, который собирается сбежать из тюрьмы.
- Babylon Rising (рус. Вавилон: Восход) — Вавилонские Разбойники и Армия Боевых Птиц ищут сад Вавилона.
- Scrambled (рус. Схватка) — рассказ о докторе Эггмане, который построил Имеперию Эггмана (англ. Eggman Empire) и отслеживает своего предателя помощника Снивли.
- Secret Freedom (рус. Тайная Свобода) — рассказ о Тайных Борцах За Свободу. Команде, в которую входят Сильвер, Элиас Акорн, Лита, Лайко, Ларри и Шард. Цель - освободить Новый Моботрополис от власти Короля Иксиса Наугуса и его помощника Джеффри Ст. Джона.
- Race for the Stars (рус. Гонка за Звёздами) — адаптация игры Sonic & All-Stars Racing Transformed. Первая история из одного выпуска.
- Chaotix Quest (рус. Путешествие Хаотиксов) — рассказ о поисках команды Хаотикс своих друзей Майти и Рэя.
- Forged in Fire (рус. Закалёный в огне) — рассказ про Метал Соника, который стремится уничтожить свой оригинал — Метал Соника 2.5.
- Worlds Collide (рус. Столкновение миров) — часть кроссовера Соника с Мегаменом.
- Pirate Plunder Panic (рус. Вероломный Пиратский грабёж) — Эми и Крим объединяются с Блейз и Марин в поисках последнего Сол Изумруда, сражаясь с пиратами.
- Shadow Fall (рус. Падение Шэдоу) — рассказ о Шедоу и Команде Тьмы, которые сражаются с Блэк Армсами.